# 디트로이트 뉴스 오케스트라

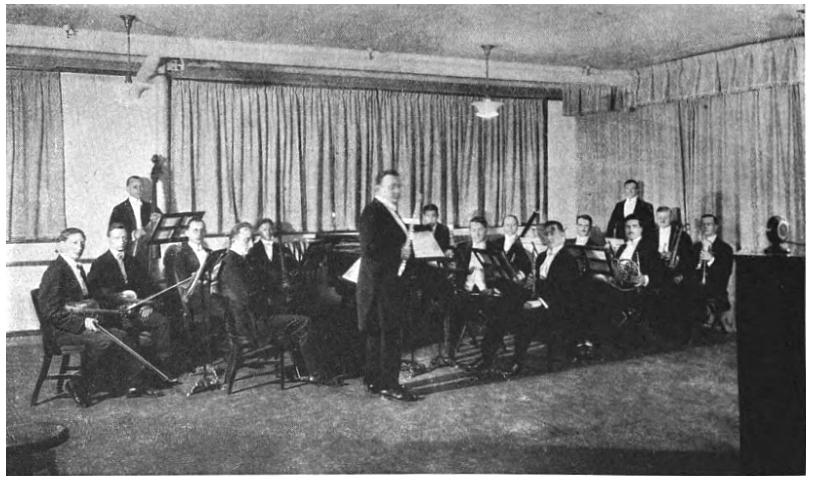
WWJ 라디오 방송국의 스튜디오에서 노래를 연주하는 디트로이트 뉴스 오케스트라

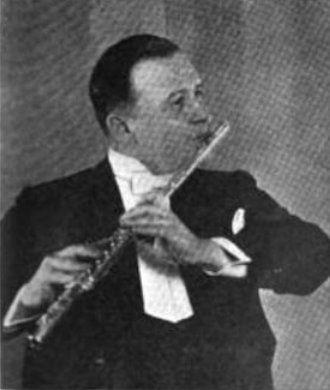
지휘자인 오토 크루거가 플루트를 연주하는 모습

디트로이트 뉴스 오케스트라(영어: Detroit News Orchestra)는 세계 최초의 라디오 오케스트라로, 1922년에 처음으로 전파를 탔다. 본래 명성을 떨쳤던 디트로이트 심포니 오케스트라의 단원으로 구성되어 있었으며, 미시간주 디트로이트에 위치한 WWJ 방송국에서 연주를 하였다. 오케스트라의 방송은 북아메리카를 가로질렀으며, 하와이까지 수신될 수 있었다.

## 배경
디트로이트 뉴스 오케스트라의 구성원 16명은 이전에 디트로이트 심포니 오케스트라에서 뽑히면서 명성을 얻었다. 1922년 5월 28일 라디오 방송국 WWJ에서 처음으로 방송을 하였다. 이 방송은 디트로이트 은행의 후원으로 북아메리카의 절반에 수신될 수 있었다. 디트로이트 뉴스 오케스트라는 라디오에서 연주하기 위해 특별히 조직되었던 세계 최초의 교향악단이었다.
WWJ 디트로이트 뉴스 라디오 방송국은 디트로이트 뉴스 오케스트라를 "작은 교향곡"이라고 불렀으며, 월요일부터 금요일까지는 오후 7시에, 일요일 오후 2시에서 스튜디오에서 연주를 진행하였다. 가끔씩은 청취자에게 교회, 학교 및 기타 비영리 단체를 위한 홍보를 해주기도 하였다.

## 하와이의 청취자
1922년 11월 23일 오전 12시 30분, 디트로이트 뉴스 오케스트라는 디트로이트 뉴스 빌딩의 스튜디오에서 왈츠 Three O'Clock in the Morning을 연주하였다. 이는 당시 현지 시각으로 오후 6시 30분 하와이 제도에서 우체국장이었던 A. F. 코스타가 수신에 성공하였다. 일부 사람들은 디트로이트에서 7,100 킬로미터 이상 떨어진 와일루쿠 우체국에서 프로그램을 청취하였다. 미시간주에 위치한 디트로이트 뉴스 라디오 방송국에서 연주된 음악이 하와이까지 도착하는 데에는 약 50초가 걸렸다.

## 구성원
- 오토 E. 크루거 - 지휘자
- 모리스 워너 - 바이올리니스트
- 허먼 골드스테인 - 바이올리니스트
- 르로이 행콕 - 바이올리니스트
- 아맨드 허버트 - 바이올리니스트
- 밸버트 P. 코피 - 피아니스트
- 프레데릭 브로더 - 첼리스트
- 유진 W. 브론스도프 - 베이스
- 토머스 J. 번 - 오보에
- R. M. 아레이 - 클레리넷
- 빈센조 페치 - 바순
- 알베르트 스타글리아모 - 호른
- 에드워드 클라크 - 트럼펫
- 플로이드 O. 하라
- 맥스 스미스 - 트롬본
- 아서 쿠퍼 - 실로폰